# Christine Sponring
Christine Sponring, née le 22 juin 1983 à Weerberg, est une skieuse alpine autrichienne.

## Palmarès

### Championnats du monde
- Championnats du monde de 2001 à Sankt-Anton ( Autriche) :
  -  Médaille d'argent en Combiné

### Coupe du monde
- Meilleur classement au Général : 38e en 2007
- 3 podiums.

(État au 14 avril 2007)